# Indigofera oligophylla
Indigofera oligophylla är en ärtväxtart som beskrevs av Johann Friedrich Klotzsch. Indigofera oligophylla ingår i släktet indigosläktet, och familjen ärtväxter. Inga underarter finns listade i Catalogue of Life.